# ロチェスター・ブロンコス

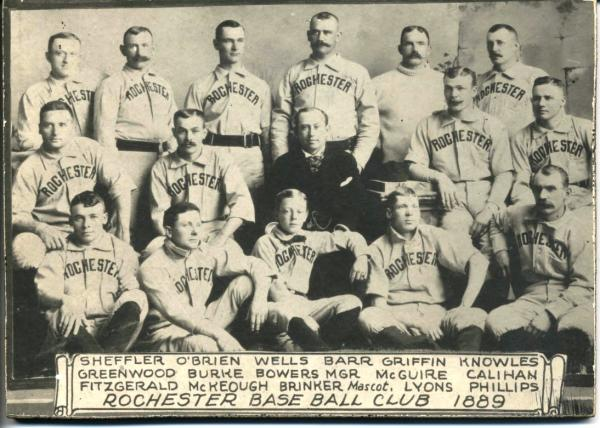
ロチェスター・ブロンコス(1889年)

ロチェスター・ブロンコス（Rochester Broncos）は、1890年にアメリカ合衆国ニューヨーク州ロチェスターを本拠地として、アメリカン・アソシエーションに加盟していたプロ野球チーム。

## 球団史
1880年代にマイナーリーグのインターナショナルリーグに参加していた球団で、1890年のアメリカン・アソシエーションの球団拡張に伴いリーグに参加した。チームはシーズン開幕当初8連勝するなど前半は勝ち星を延ばしていたが、8月に10連敗して優勝争いから遠ざかり、同年のシーズンを63勝63敗の勝率5割で終わった。主力投手だったボブ・バーはチーム最多の28勝を挙げたが、同じ年に記録した24敗はリーグ最多の数字だった。また9月15日のシラキュースとの試合では、控え投手だったキャノンボール・チッカムがノーヒットノーランを達成している。野手では外野手のサンディ・グリフィンが打率.307、右翼手のテッド・シェフラーがこの年リーグ2位の77盗塁を記録した。
チームがアメリカン・アソシエーションに参加したのは1890年の1年だけで、翌1891年にはチーム名を"Hop Bitters"（ホップビターズ）に改名しマイナーのインターナショナルリーグに復帰、1892年にはイースタンリーグに参加して活動していた。チームが解散したのは1892年のことである。

## 戦績
| 年度   | リーグ | 試合 | 勝利 | 敗戦 | 勝率 | 順位 | 監督             | 本拠地         |
| ------ | ------ | ---- | ---- | ---- | ---- | ---- | ---------------- | -------------- |
| 1890年 | AA     | 133  | 63   | 63   | .500 | 5位  | パット・パワーズ | Culver Field I |

## 所属した主な選手
- サンディ・グリフィン：外野手。1890年に打率.307を記録。
- ディーコン・マクガイア：捕手。ロチェスターで打率.299を記録、1試合だけ登板もしている。
- ボブ・バー：投手。1890年の成績は28勝24敗、防御率3.25。与四球219はリーグ最多。

## 主な球団記録
打撃記録
- 通算安打数：152（ハリー・ライオンズ）
- 通算本塁打：5（サンディ・グリフィン、ジミー・ノーレス）
- 通算打点数：84（ジミー・ノーレス）
- 通算盗塁数：77（テッド・シェフラー）

投手記録
- 通算勝利数：28（ボブ・バー）
- 通算奪三振：209（ボブ・バー）
- 無安打試合：1890年9月15日（キャノンボール・チッカム）